# Гущинский, Виктор Геннадьевич
Виктор Геннадьевич Гущинский (род. 12 августа 1978, Норильск, Красноярский край) — российский легкоатлет, специалист по тройным прыжкам. Выступал за сборную России по лёгкой атлетике в 1996—2006 годах, чемпион Европы среди юниоров, серебряный призёр Кубка Европы в помещении, многократный победитель и призёр первенств национального значения, участник летних Олимпийских игр в Афинах. Представлял Красноярский край и Москву. Мастер спорта России международного класса.

## Биография
Виктор Гущинский родился 12 августа 1978 года в городе Червонограде Львовской области, год спустя вместе с семьёй переехал на постоянное жительство в Норильск, Красноярский край.
Занимался лёгкой атлетикой в Москве в спортивном клубе «Луч», проходил подготовку под руководством тренеров А. И. Степанова и позже Е. М. Тер-Аванесова. Окончил Волгоградскую государственную академию физической культуры.
В 1995 году установил рекорд России среди юношей и выполнил норматив мастера спорта в тройных прыжках.
Впервые заявил о себе на международном уровне в сезоне 1996 года, когда вошёл в состав российской национальной сборной и выступил на юниорском мировом первенстве в Сиднее, где в зачёте тройного прыжка показал восьмой результат.
В 1997 году на юниорском европейском первенстве в Любляне превзошёл всех соперников в тройном прыжке и завоевал золотую медаль.
В 2000 году стал бронзовым призёром на зимнем чемпионате России в Волгограде.
В 2001 году одержал победу на чемпионате России в Туле. Будучи студентом, представлял страну на летней Универсиаде в Пекине, где с результатом в 16,64 метра занял в тройном прыжке шестое место.
В 2003 году получил серебро на зимнем чемпионате России в Москве и бронзу на летнем чемпионате России в Туле, показал восьмой результат на Универсиаде в Тэгу.
В 2004 году вновь стал серебряным призёром на зимнем чемпионате России в Москве, занял второе место в личном и командном зачётах на Кубке Европы в помещении в Лейпциге, с личным рекордом в 17,22 метра выиграл серебряную медаль на летнем чемпионате России в Туле. Благодаря череде удачных выступлений удостоился права защищать честь страны на летних Олимпийских играх в Афинах — прыгнул здесь на 17,11 метра, расположившись в итоговом протоколе соревнований на седьмой строке.
После афинской Олимпиады Гущинский ещё в течение некоторого времени оставался в составе российской легкоатлетической сборной и продолжал принимать участие в крупнейших международных стартах. Так, в 2005 году он стал серебряным призёром на чемпионате России в Туле, выступил на чемпионате мира в Хельсинки.
В 2006 году победил на зимнем чемпионате России в Москве, отметился выступлением на чемпионате мира в помещении в Москве.
За выдающиеся спортивные достижения удостоен почётного звания «Мастер спорта России международного класса».
Впоследствии вернулся в Норильск, работал спортивным инструктором на предприятии ООО «Норильскникельремонт».